# Mullvad (spion)
En mullvad (från engelskans mole) är en spion som anlitas av en fientlig organisation, oftast en fientlig stat, för att arbeta inom en målorganisation.
Den bildliga liknelsen är till en mullvad som långsamt gräver sig igenom en organisation för att slutligen nå känsliga uppgifter eller till och med störa organisationens aktiviteter. Till skillnad från avhoppare eller landsförrädare är mullvaden en spion långt innan (ibland flera år) han eller hon får tillgång till känsliga uppgifter; avhoppare har tillgång till uppgifterna innan de bestämmer sig för att överlämna dem till främmande makt. Ibland används dock termen "mullvad" för att beskriva alla främmande underrättelseagenter i en regeringsorganisation.
En av de mest kända mullvadarna var Kim Philby, som rekryterades som sovjetisk agent medan han var student vid Cambridge University. Philby anställdes sedan och befordrades till höga och känsliga poster inom olika delar av brittiska regeringsorgan.
På grund av den långa förberedelsetiden och svårigheten att rekrytera mullvadar förekommer de ganska sällan inom internationellt spioneri. Till exempel har endast en (känd) mullvad förekommit i CIA: Karl Koecher. Som jämförelse kan nämnas Aldrich Ames som var underrättelseofficer och direktör för kontraspionage hos CIA innan han erbjöd sina tjänster till KGB. Mullvadar är betydligt vanligare i polisarbete, där det sägs att det arbetar "under täckmantel" (engelska undercover officer).
"Mullvad" används också för att beskriva någon som arbetar i en organisation och försöker få tag på känslig information som de sedan överlämnar till organisationen som mullvaden egentligen arbetar för. Till exempel kan en journalist, som vill undersöka ett företags behandling av sina anställda, få ett jobb inom företaget för att själv kunna observera förehavandena. Sådant uppträdande under falsk identitet kallas även för att wallraffa.
Termen "mullvad" förekom först i Francis Bacons History of the Reign of King Henry VII (1626), men i moderna tider förekom den i John le Carrés spionromaner, främst i Tinker, Tailor, Soldier, Spy. Romanen handlar om jakten på en mullvad i brittiska underrättelstjänsten (löst baserat på Le Carrés egna upplevelser under Philbyaffären), och gjordes senare till en tv-serie med det svenska namnet Mullvaden av BBC. Le Carré påstod 1976 i en tv-intervju i BBC att "mullvad" var en KGB-term. Mullvadar förekommer även i några James Bond-filmer och tv-serien 24. I dokusåpan Mullvaden var en av deltagarna i själva verket anställd av produktionsbolaget för att så misstro och förvirring hos de andra deltagarna.

## Tidningspress
I tidningsvärlden kan en s.k. grävande journalist kallas mullvad. Sådana journalister söker fakta om besynnerligheter och "obekväma sanningar" inom myndigheter och allmänna inrättningar m m och bringar dessa i dagen i opinionsbildande syfte genom artiklar i tidningen. Detta sker vanligtvis med helt lagliga och öppna metoder, men det kan förekomma grävning "i lönndom" (exempelvis med hjälp av dolda kameror och dold ljudinspelning) i en gråzon där lagligheten kan ifrågasättas eller förfarandet åtminstone kan vara moraliskt betänkligt.
En avart är skandaltidningars grävande i pikanta historier hos kända personer.
Mullvad kan även vara slang, humoristiskt eller ibland i nedsättande bemärkelse, som benämning på journalister i allmänhet. 